# Dyro
Dyro (prononcé : [daɪroʊ]), de son vrai nom Jordy van Egmond (prononcé en néerlandais : [ˈjɔrdi vɑn eɣmɔnt]), né le 22 avril 1992 à Leyde, est un disc jockey et producteur néerlandais. Il est connu notamment pour ses collaborations avec Hardwell, Dannic et Tiësto. Sa carrière décolle rapidement en 2013 avec son arrivée à la 30e place du DJ Mag Top 100.

## Biographie
Jordy van Egmond entre à la 30e place du DJ Mag Top 100. Dyro se fait connaître grâce à la publication de titres notables tels que Never Say Goodbye sur le site Beatport en 2013. Le clip vidéo du titre atteint en 2013 les trois millions de vues sur YouTube. Ses chansons et remixes lui permettent d'atteindre le succès auprès du grand public. En 2013, Dyro participe, notamment aux côtés de Hardwell et Dannic à la tournée Revealed Recordings Canadian Bus Tour. Il joue en Amérique du Nord dans des villes dans des soirées au New City Gas à Montréal, au Québec, et au The Guvernment à Toronto.
En 2014, il devient résident au club Light de Las Vegas, aux États-Unis, et participe à des festivals comme l'Ultra Music Festival et Mysteryland. Lors d'une entrevue en mars 2014 avec le magazine Billboard, Hardwell considère Dyro comme l'un des « deux meilleurs nouveaux disc jockeys » avec Dannic. La même année, il atteint la 27e place du DJ Mag Top 100. Il domine également le classement des ventes sur Beatport avec des chansons comme Calling Out et X. Le 26 juillet 2014, après sa participation aux dix ans du festival Tomorrowland, Dyro annonce la publication d'un nouveau single WOLV prévu pour le 11 août la même année. Il fonde par la suite son propre label discographique homonyme, WOLV,.
En 2015, il fait paraître un nouveau single, Foxtrot, sur son propre label et joue sur la scène principale de Tomorrowland.

## Discographie

### EPs
- 2011: Metaphor/Magno [Revealed Recordings]
- 2016: Set Me Free [WOLV]

### Singles
- 2011 : Dirty Mind [Grapevine Grooves]
- 2011 : Meat Lover [Suit Records]
- 2011 : Daftastic [Revealed Recordings]
- 2011 : Klav [Mixmash Records]
- 2012 : South Avenue [Grapevine Grooves]
- 2012 : EMP (avec Jacob van Hage) [Smash The Hou
- 2012 : Raid (avec Rene Kuppens) [Revealed Recordings]
- 2012 : Saeta [Bazooka Records]
- 2012 : Monster Talk (avec Loopers) [Mixmash Records]
- 2012 : Paradox [Revealed Recordings]
- 2012 : Sky High [Strictly Rhythm]
- 2012 : Top Of The World (avec Ansol) [Wall Recordings]
- 2013 : Grid (avec Bassjackers) [Spinnin Records]
- 2013 : Leprechauns & Unicorns [Revealed Recordings]
- 2013 : Paradise (avec Tiësto) [Musical Freedom]
- 2013 : Go Down [Revealed Recordings]
- 2013 : You Gotta Know [Revealed]
- 2014 : Black Smoke [Revealed Recordings]
- 2014 : Calling Out (feat. Ryder) [Revealed Recordings]
- 2014 : Sounds Like [Revealed Recordings]
- 2014 : Radical (avec Dannic) [Revealed Recordings]
- 2014 : Wolv [WOLV]
- 2014 : Against All Odds [WOLV]
- 2014 : X (avec Bassjackers) [WOLV]
- 2015 : Jack It Up (avec Loopers) [WOLV]
- 2015 : Foxtrot [WOLV]
- 2015 : Pure Noise [WOLV]
- 2015 : Bittersweet (avec Conro) (feat. Envy Monroe) [Revealed Recordings]
- 2015 : Like a Boss [WOLV]
- 2017 : Alive (avec Goja) (feat. Joe Taylor) [WOLV]
- 2017 : Surrounded (feat. Joe Taylor) [WOLV]
- 2017 : Good Feelin [WOLV]
- 2018 : Talkin' Bout (avec GTA) [Spinnin' Records]
- 2018 : Amsterdam (avec HAILZ) [WOLV / Universal Music]
- 2018 : Feel It Coming [Monstercat]
- 2018 : Bring It Down [STMPD]
- 2018 : Latency (avec Martin Garrix) [STMPD]
- 2018 : I Know U (avec Loopers) [STMPD]
- 2019 : Bombai [STMPD]
- 2019 : Goliath [STMPD]
- 2019 : Free (feat. Nigel Hey & Babet) [STMPD]
- 2019 : Masquerade [STMPD]

### Remixes
- 2011 : Nino Fish, Aint - Turn It Up (Dyro Remix) [Delusioned Records]
- 2011 : Doc Meyer - I Know It's Hard (Dyro Remix) [Grapevine Grooves]
- 2011 : Di-Rect - Young Ones (Loopers & Dyro Remix) [Dino Music]
- 2012 : Kevin Doherty - Lifeline (Dyro Remix) [Central Station Records]
- 2012 : Chris Jones, Arjonas - Love Comes In Colours (Dyro Remix) [Zouk Recordings (Armamada)]
- 2012 : Tom Tyger - Line (Dyro Remix) [Tiger Records]
- 2012 : Hardwell, Dannic - Kontiki (Dyro Remix) [Revealed Recordings]
- 2012 : R3hab - The Bottle Song (Dyro Remix) [Wall Recordings]
- 2012 : Afrojack, Shermanology - Can't Stop Me (R3hab & Dyro Remix) [Wall Recordings]
- 2012 : Calvin Harris, Nicky Romero - Iron (Dyro Remix) [Protocol Recordings]
- 2012 : Dyro, Ansol - Top Of The World (Dyro Dubstep Rework) [Wall Recordings]
- 2012 : Loopers - Dealbreaker (Dyro Remix) [Cr2 Records]
- 2013 : Tiesto, Swanky Tunes, featuring Ben McInerney - Make Some Noise (Dyro Remix) [Musical Freedom]
- 2013 : Morgan Page, Nadia Ali - Carry Me (Dyro Remix) [Nettwerk]
- 2013 : Gabriel & Dresden, Molly Bancroft - Tracking Treasure Down Revisited (Dyro Remix) [Organized Nature (Armada)]
- 2013 : Benny Benassi, Pink Is Punk, Bright Lights - Ghost (Dyro Remix) [Ultra]
- 2013 : The Aston Shuffle, Tommy Trash - Sunrise (Won't Get Lost) (Dyro Remix) [Polydor]
- 2013 : David Guetta, Rihanna - Right Now (Dyro Radio Edit) [Def Jam]
- 2013 : Bart B More, The Bloody Beetroots, Tai - Spank (Dyro Edit) [Ultra]
- 2014 : Bali Bandits - Welcome (Dyro Remix) [WOLV]
- 2015 : N.E.R.D - Lapdance (Dyro Remix) [Free Download]
- 2016 : Prism x Funkz - Spacetunnel (Dyro Edit) [WOLV]
- 2017 : Noisia - Anomaly (Dyro Remix) [Vision]
- 2017 : Krewella - TH2C (Dyro Remix) [Mixed Kids]
- 2017 : Julian Calor X ReauBeau - Lost In Nightlife (Dyro Edit) [WOLV]
- 2018 : Valentino Khan - Lick It (Dyro Remix) [Spinnin]
- 2018 : Gammer - The Drop (Dyro Remix) [Monstercat]
- 2019 : Martin Garrix, JRM - These Are the Times (Dyro Remix) [STMPD]